# François Choquette
Pour les articles homonymes, voir Choquette.
François Choquette est un enseignant et homme politique canadien. Il a été député de la circonscription de Drummond à la Chambre des communes du Canada, sous l'étiquette du Nouveau Parti démocratique, de 2011 à 2019. 

## Biographie
François Choquette est né à Granby (Québec) le 3 janvier 1974. Il obtient un baccalauréat en enseignement du français et de l'histoire au secondaire de l'Université du Québec à Trois-Rivières ainsi qu'une maîtrise en études littéraires du même établissement. Il pratique la lutte professionnelle pendant quelques années au début des années 2000 sous le nom de Prof. Choquette, obtenant un titre de champion québécois.
Lors de l'élection fédérale canadienne de 2011, il défait le député bloquiste sortant Roger Pomerleau à l'occasion de la vague orange qui a permis l'élection de 59 députés du NPD au Québec. Lors de son premier mandat, il est vice-président du Comité permanent de l'environnement et du développement durable (2013-2015) ainsi que porte-parole adjoint de l'opposition officielle en matière d'environnement. 
François Choquette est réélu lors de l'élection de 2015. Lors de ce second mandat, il est porte-parole de son parti pour les langues officielles. À ce titre, il dépose en décembre 2015 un projet de loi visant à créer une nouvelle condition de nomination des juges de la Cour suprême selon laquelle ceux-ci doivent comprendre le français et l’anglais sans l’aide d’un interprète. Ce projet de loi a cependant été défait en Chambre en octobre 2017.
Il est défait à l'élection de 2019, de 2021 et de 2025 par le candidat du Bloc québécois Martin Champoux.

## Résultats électoraux
|       | Candidat                  | Parti          | # de voix | % des voix |
|       | Normand W. Bernier        | Conservateur   | +07 555,  | 15,93 %    |
|       | (sortant) Roger Pomerleau | Bloc québécois | +10 410,  | 21,95 %    |
|       | Pierre Côté               | Libéral        | +03 979,  | 8,39 %     |
|       | François Choquette        | NPD            | +24 489,  | 51,64 %    |
|       | Robin Fortin              | Vert           | +00987,   | 2,08 %     |
| Total | Total                     | Total          | 47 420    | 100 %      |